# علی تبریزلی
علی تبریزی - شاعر، نویسنده و ناشر.
او بنیان‌گذار انتشارات "آتروپات" بود. در این انتشارات، آثاری مانند "کلیات علی‌ آقا واحد"، "نغمه‌ها و بایاتی‌های آذربایجان"، "داستان کوراوغلو"، "مجموعه اشعار از ادبیات کلاسیک آذربایجان"، "دیوان فضولی"، "اشعار سلمان ممتاز" و چندین کتاب دیگر را آماده و منتشر کرد.
به خاطر فعالیت‌هایش توسط ساواک دستگیر شد و ۶ سال از عمرش را در زندان گذراند.

## دربارهٔ او
علی تبریزی در ۲۵ ژوئن ۱۹۲۹ در محله منجم تبریز به دنیا آمد. تحصیلات ابتدایی را در مدرسه‌ای در محله‌شان و تحصیلات بعدی را در مدرسه رشدیه به پایان رساند. در دوران حکومت ملی آذربایجان، در مدرسه به زبان مادری تحصیل کرد. بعدها با خانواده‌اش به تهران نقل مکان کرد. اول کتاب «غزلیات علی تبریزی» را منتشر کرده سپس انتشارات «آتروپات» را بنیان‌گذاری کرد و چندین انجمن ادبی نیز تأسیس کرد. او به مناطق مختلف سفر کرد و نمونه‌های فولکلور ترکی را جمع‌آوری کرد. او در سال ۱۹۵۵ کتاب دو جلدی «شاه اسماعیل» که شامل زندگی‌نامه و اشعار شاه اسماعیل بود و داستان "اصلی و کرم" را از زبان مردم گردآوری کرده بود را به چاپ رساند.
در سال ۱۹۵۹، او به همراه شاعر حسن مجیدزاده ساوالان، «کلیات علی آقا واحد» و در سال‌های بعد، «نغمه‌ها و بایاتی‌های آذربایجان» (در دو جلد)، «داستان کوراوغلو»، «مجموعه اشعار از ادبیات کلاسیک آذربایجان»، «دیوان فضولی»، «اشعار سلمان ممتاز» و چندین کتاب دیگر را تهیه و منتشر کرد. در اثرش با عنوان «ادبیات و ملیت» به مسائل مختلفی پرداخته است. در این اثر، او به تاریخ ترک‌های ساکن آذربایجان، مباحث قومی در آنجا پرداخت. هنگام آماده‌سازی کتاب «آپاردی سئللر سارانی» اثر حسن مجیدزاده ساوالان برای چاپ، ساواک به انتشارات حمله کرد، کتاب‌های چاپ شده و در حال چاپ را مصادره کرد و خودش نیز دستگیر شد. پس از ۶ سال از زندان آزاد شد. پس از آزادی، فرهنگ لغتی به نام «کتاب خود آموز ترکی-فارسی» را تهیه و منتشر کرد. او در ۱۸ ژانویه ۱۹۹۸ در تهران درگذشت و در قبرستان وادی رحمت تبریز به خاک سپرده شد.

## آثار
- علی تبریزلی‌نین غزللری
- اصلی - کرم
- شاه‌اسماعیل
- گوز یاشلاری
- دیل و ادبیات